# Semiothisa lopezformenti
Semiothisa lopezformenti är en fjärilsart som beskrevs av Beutelspacher 1984. Semiothisa lopezformenti ingår i släktet Semiothisa och familjen mätare. Inga underarter finns listade i Catalogue of Life.